# Cantó de Belin e Beliet
El cantó de Belin e Beliet és un cantó francès del departament de la Gironda, situat al districte d'Arcaishon. Té 5 municipis i el cap és Belin e Beliet.

## Municipis
- Lo Barp
- Belin e Beliet
- Lugòs
- Sent Manhe
- Salas

## Història
| Data d'elecció                           | Identitat      | Partit           | Qualitat |
| ---------------------------------------- | -------------- | ---------------- | -------- |
| 1945-1992                                | Raymond Brun   | CNIP             |          |
| 1992-2009                                | Alain Péronnau | UDF, després UMP |          |
| 2009-                                    | Vincent Nuchy  | PS               |          |
| les dades anteriors no són pas conegudes |                |                  |          |
|                                          |                |                  |          |

## Demografia
| 1962  | 1968  | 1975  | 1982  | 1990   | 1999   | 2006   |
| ----- | ----- | ----- | ----- | ------ | ------ | ------ |
| 7.177 | 7.602 | 7.736 | 9.491 | 10.442 | 11.858 | 15.291 |